# Kojang
Kojang (Goyang) (hangul: 고양시, Kojang-si, handzsa: 高陽市, RR: Goyang-si) Dél-Korea Kjonggi (Gyeonggi) tartományának egyik városa, a 10. legnépesebb település volt Dél-Koreában 2014-ben. Szöultól északra helyezkedik el, a fővárosból megközelíthető a 3-as metróval, a Kjongi (Gyeongi) vonallal, valamint KTX-járatokkal is.

## Közigazgatása
| Kojang (Goyang) kerületei    | Kojang (Goyang) kerületei | Kojang (Goyang) kerületei | Kojang (Goyang) kerületei | Kojang (Goyang) kerületei |
| ---------------------------- | ------------------------- | ------------------------- | ------------------------- | ------------------------- |
|                              |                           |                           |                           |                           |
| Kerület                      | Hangul                    | Handzsa (Hanja)           | Tongok (Dongok)           | Népesség (2015)           |
| Togjang-ku (Deokyang-gu)     | 덕양구                    | 德陽區                    | 19                        | 425 100                   |
| Ilszandong-ku (Ilsandong-gu) | 일산동구                  | 一山東區                  | 11                        | 277 925                   |
| Ilszanszo-ku (Ilsanseo-gu)   | 일산서구                  | 一山西區                  | 9                         | 287 048                   |

## Turizmus
Kojang (Goyang) látnivalói között vannak az UNESCO Világörökséghez tartozó Szoorung (Seooreung) és Szoszamnung (Seosamneung) királyi sírok, az Ilszan (Ilsan)-tó park, a Korea International Exhibition Center (KINTEX), de közel fekszik a városhoz a Pukhanszan (Bukhansan) Nemzeti Park is. Itt épül a Hallyuworld élményközpont.